# Porcellio maculipennis
Porcellio maculipennis är en kräftdjursart som beskrevs av Gustav Budde-Lund 1894. Porcellio maculipennis ingår i släktet Porcellio och familjen Porcellionidae. Inga underarter finns listade i Catalogue of Life.